# Leucania rosadia
Leucania rosadia là một loài bướm đêm trong họ Noctuidae.